# Kebra Krado Komix
Kebra Krado Komix est le cinquième et dernier album de la série Kebra de Tramber et Jano, sorti en 1985.